# Парад

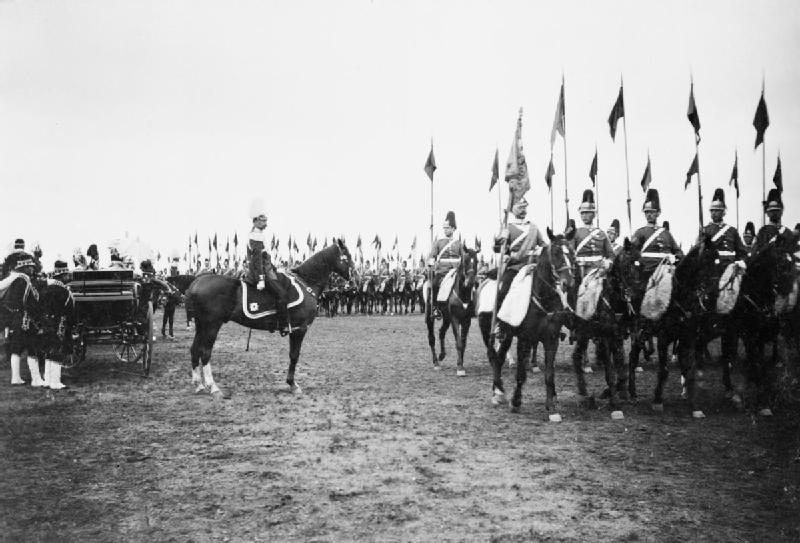

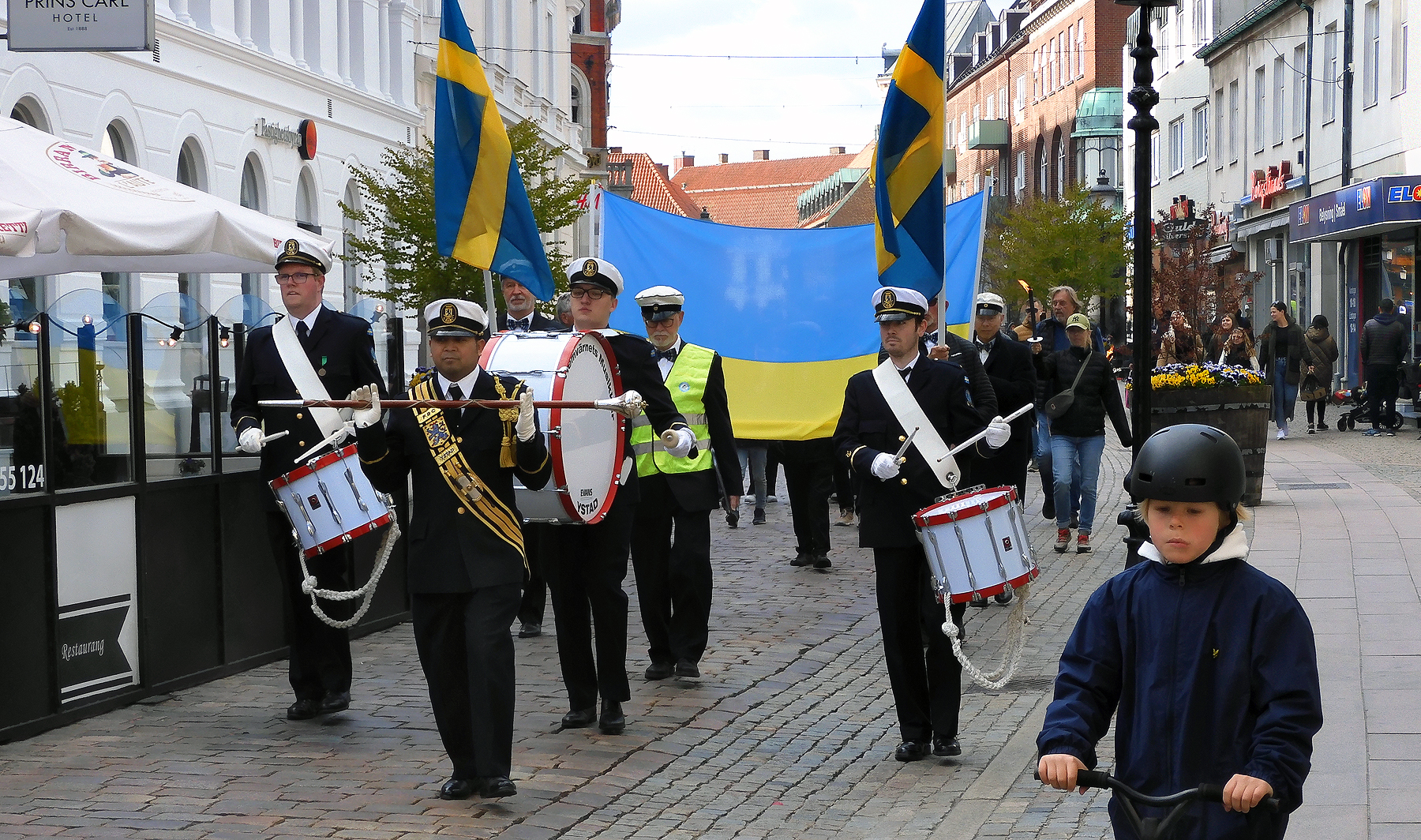
Парад за Україну в Істаді 30 квітня 2022 року.

Пара́д (фр. parade, ісп. parada, від лат. paro) — урочистий огляд військ, спортсменів, організоване, спільне проходження людей з нагоди свят чи пам'ятних дат під супровід маршів та з дотриманням встановленого церемоніалу.
У цирку і театрі — загальний вихід на сцену (арену) всіх учасників перед початком або в кінці вистави.

## Військові паради

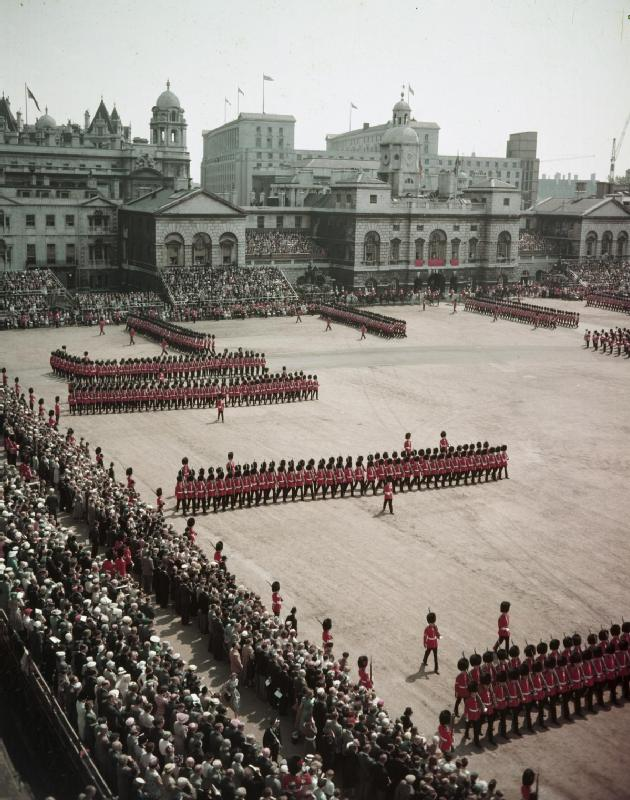
Парад «Trooping the Colour» 1956 року

Парад військ - проходження військ з бойовою технікою урочистим маршем з нагоди офіційних свят та різних урочистостей.
Паради військ проводяться на відзнаку державних свят, а також важливих подій державного та військового значення за особливим розпорядженням Міністра оборони України.
Парад як військовий ритуал є найскладнішою формою синхронізації руху великої кількості особового складу та техніки. Основним об'єднуючим матеріалом військового параду є марш з його підкресленою імперативністю, чітким пунктирним ритмом і незмінною розміреністю темпу, що утримується диригентом військового оркестру упродовж виконання усього ритуалу.
Одним з основних сучасних видів творчої діяльності військових оркестрів також є дефіляда (або дефіле; від фр. Défilé).

### Дефіляда
Дефіляда — це театралізована вистава, яка охоплює виконання популярних мелодій з одночасними перешикуваннями оркестрових груп та окремих виконавців.
Складнішою формою дефіле є плац-концерт.
Структура плац-концерту передбачає виконання концертної, маршової музики за участю солістів, хорів, танцювальних колективів.
- Парад Незалежності

- Парад Перемоги

- Військово-морський парад

## Цивільні паради України
- Вишиванкова хода